# 马都拉海峡
马都拉海峡（Madura Strait），是印度尼西亚爪哇岛东北部与马都拉岛之间的一道浅水海峡。海峡西側坐落印度尼西亚第二大城、著名港口泗水市。苏腊马都大桥位於该海峡上，連接泗水市和马都拉岛的邦卡蘭。

## 地理

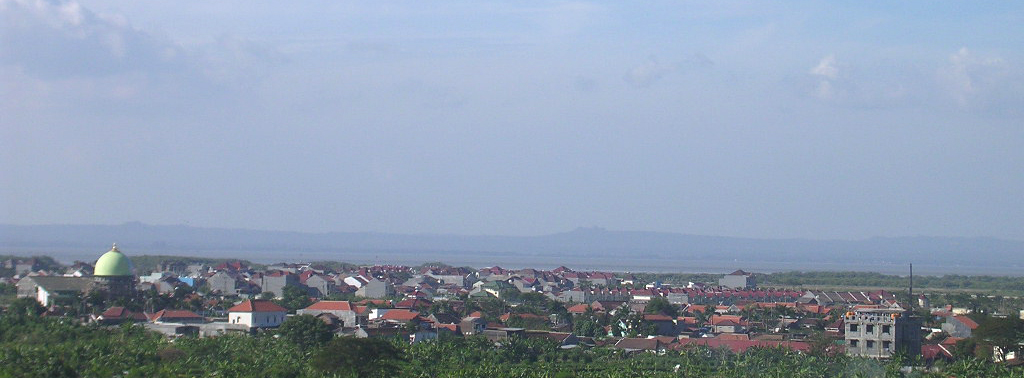
從泗水望向馬都拉海峽

馬都拉海峽位於東爪哇省北部，包圍著省會泗水市與馬都拉島。在這個海峽中還有一些小島，包括馬都拉島附近的坎賓島、吉里拉加島和根登島，以及普羅波林戈縣沿岸水域的喀岩島。作為海上水道，馬都拉海峽連接了爪哇海、峇里海和峇里海峽的各個海域。